# Gouverneur (village, New York)
Ne doit pas être confondu avec Gouverneur (New York).
Gouverneur est un village du comté de Saint Lawrence, dans l'État de New York, aux États-Unis,. En 2010, il comptait une population de 3 949 habitants.

## Démographie
Lors du recensement de 2010, le village comptait une population de 3 949 habitants, tandis qu'en 2018, elle est estimée à 3 690 habitants.